# Theophilus Painter
Theophilus Shickel Painter (22 août 1889 - 5 octobre 1969) est un zoologiste américain surtout connu pour ses travaux sur la structure et la fonction des chromosomes, en particulier les gènes de détermination du sexe X et Y chez l'homme. Il est le premier à découvrir que le sexe humain est déterminé par un mécanisme de paires chromosomiques hétéromorphes X/Y,. Il effectue également des travaux d'identification de gènes chez les mouches des fruits (Drosophila). Ses travaux exploitent les chromosomes polytènes géants des glandes salivaires de la drosophile et d'autres larves de diptères.

## Biographie
Painter rejoint la faculté de l'université du Texas en 1916 et, à l'exception du service militaire pendant la Première Guerre mondiale, y reste toute sa carrière. Il est successivement professeur agrégé, professeur et professeur émérite de zoologie. Il est président par intérim (1944-1946) et président (1946-1952) de l'université du Texas et prend sa retraite de l'enseignement actif en 1966.
Painter est président de l'université du Texas lorsque Heman Marion Sweatt, résident du Texas, demande et se voit refuser l'admission en raison de sa race. Par la suite, Painter est le défendeur nommé dans l'affaire des droits civils Sweatt c. Painter, 339 US629 (1950), qui s'avère un tremplin essentiel dans l'affaire historique Brown v. Board of Education qui soutient que « la séparation est intrinsèquement inégale » et conduit à l'intégration des écoles publiques américaines.
Painter est également connu pour ses premières études sur les chromosomes humains. En 1921, il donne pour la première fois le nombre 24 pour le décompte des chromosomes méiotiques humains. Il a essayé de compter la masse enchevêtrée de chromosomes qu'il pouvait voir au microscope dans les spermatocytes dans des tranches de testicule et arrive au chiffre de 24. D'autres plus tard répètent son expérience d'autres manières et se mettent d'accord sur le nombre de 24. La pensée populaire soutient que s'il y a 24 chromosomes dans les spermatocytes, il doit y avoir un nombre égal fourni par la femme et le nombre de chromosomes humains devait être de 48, ce qui reste incontesté pendant plus de 30 ans. Puis en 1955, Joe Hin Tjio, utilisant des techniques plus avancées, examine les chromosomes dans les cellules somatiques humaines et trouve 46 chromosomes. Avec Albert Levan, Tjio publie sa découverte au début de 1956, et le nombre de chromosomes humains est finalement révisé.
En 1934, Painter reçoit la médaille Daniel-Giraud-Elliot de l'Académie nationale des sciences.